# Mulheres nas Seicheles

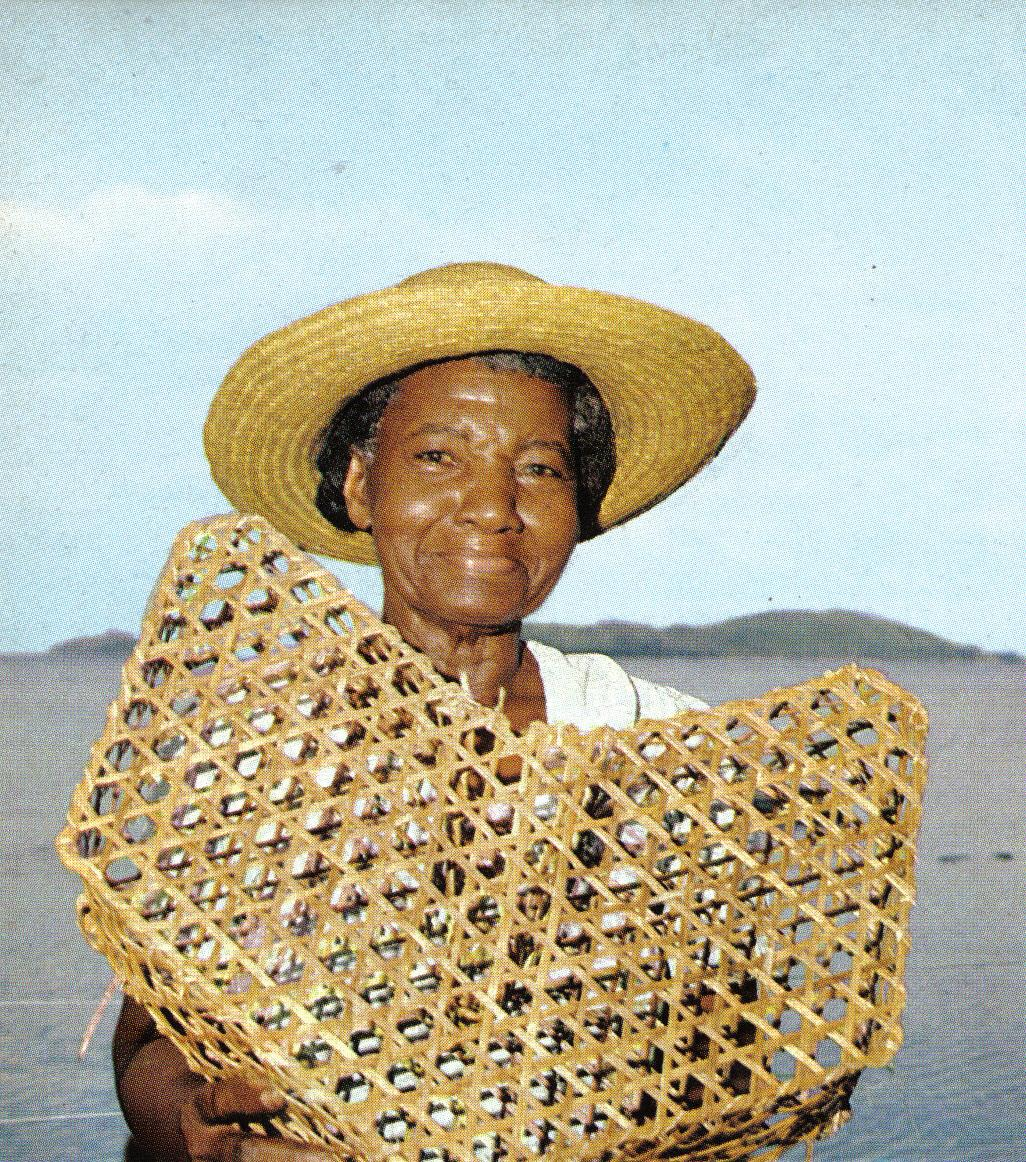
Uma mulher nas Seychelles e sua armadilha de pesca, durante o início da década de 1970.

Mulheres em Seychelles possuem os mesmos direitos legais, políticos, econômicos e sociais que os homens.

## Vida familiar
A sociedade seichelense é essencialmente matriarcal.  As mães tendem a ser dominantes no lar, controlando os gastos mais atuais e cuidando dos interesses das crianças. As mães solteiras são a norma da sociedade, e a lei exige que os pais apóiem seus filhos. Os homens são importantes por sua capacidade de ganho, mas seu papel doméstico é relativamente periférico. As mulheres mais velhas geralmente podem contar com o apoio financeiro de membros da família que moram em casa ou contribuições dos ganhos de crianças adultas.

### Violência contra as mulheres
A violência doméstica contra as mulheres era um problema contínuo. A polícia raramente interveio em disputas domésticas, a menos que envolva uma arma ou um ataque maior. As autoridades muitas vezes rejeitaram os poucos casos que chegaram a um promotor, ou o tribunal deu uma sentença leve ao infrator. Houve crescente preocupação da sociedade sobre a violência doméstica e maior reconhecimento da necessidade de abordá-la.
Estupro, estupro conjugal e abuso doméstico são infrações penais puníveis com um máximo de 20 anos de prisão.  Durante o ano de 2007, o Tribunal da Família registrou 74 queixas de violência doméstica. A polícia registrou 56 casos de estupro e quatro casos de tentativa de agressão sexual. A Divisão de Assuntos Sociais do Ministério da Saúde e Desenvolvimento Social e a Organização de Mulheres em Ação e Solidariedade, uma ONG local, prestaram serviços de aconselhamento a vítimas de estupro.

## Sociedade mais ampla

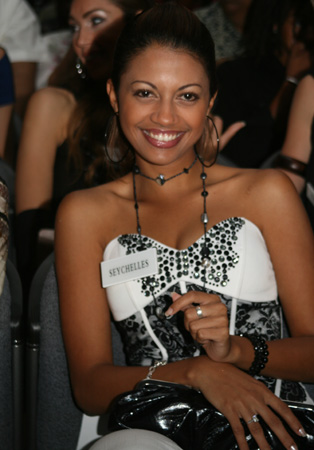
Miss Seychelles 2008, Elene Angine

Não há discriminação de gênero oficialmente sancionada no emprego e as mulheres estão bem representadas nos negócios. Em 1994, as mulheres formavam quase metade das matrículas no prestigioso Politécnico das Seychelles, o nível mais alto de educação nas ilhas. Em 2007, havia 10 mulheres na Assembléia Nacional de 34 cadeiras, sete eleitas por eleição direta e três por representação proporcional. Após a reforma do gabinete de julho de 2007, havia duas mulheres no gabinete.
A prostituição é ilegal, mas continua prevalente. A polícia geralmente não detém prostitutas, a menos que suas ações envolvam outros crimes.
A lei proíbe o assédio sexual, mas raramente é aplicada. As leis de herança não discriminam as mulheres.